# 도미타역 (도치기현)
도미타역(일본어: 富田駅)은 일본 도치기현 아시카가시에 위치한 동일본 여객철도 료모선의 역이다.

## 역 구조
상대식 승강장 2면 2선의 지상역이다. 과거에는 혼합식 승강장 2면 3선이었으나 섬식 승강장의 바깥(3번 선) 선로와 가선은 철거되었다.
아시카가 역 관리의 간이역으로 Suica, PASMO의 간이 개찰기, 자동 정산기가 설치되어 있다.

### 승강장
| 1 | ■ 료모선 | 상행 | 아시카가・기류・다카사키 방면 |
| 2 | ■ 료모선 | 하행 | 사노・도치기・오야마 방면     |

## 이용 현황
| 승차 인원 추이 | 승차 인원 추이 |
| 연도           | 1일 평균       |
| -------------- | -------------- |
| 2000           | 946            |
| 2001           | 901            |
| 2002           | 812            |
| 2003           | 865            |
| 2004           | 897            |
| 2005           | 923            |
| 2006           | 890            |
| 2007           | 963            |
| 2008           | 987            |
| 2009           | 953            |
| 2010           | 886            |
| 2011           | 823            |
| 2012           | 845            |
| 2013           | 884            |
| 2014           | 828            |
| 2015           | 947            |

## 역 주변
- 구리타 미술관
- 아시카가 플라워 파크
- 아시카가 시 도미타 공민관

## 인접역
| 동일본 여객철도 ■ 료모 선         | 동일본 여객철도 ■ 료모 선 | 동일본 여객철도 ■ 료모 선 |
| --------------------------------- | ------------------------- | ------------------------- |
| 아시카가 플라워파크 다카사키 방면 |                           | 사노 오야마 방면          |